# Quạ Hawaii
Quạ Hawaii hay ʻAlalā (danh pháp hai phần: Corvus hawaiiensis) là một loài chim thuộc họ Quạ. Quạ Hawaii gần như bị tuyệt chủng; chỉ còn vài chục con sống trong tình trạng nuôi giữ. Quạ Hawaii có kích cỡ bằng quạ mỏ nhỏ, dài 48–50 xentimét (19–20 in) nhưng cánh tròn hơn và mỏ dày hơn. Nó có bộ lông màu hơi nâu, mềm và lông họng lởm chởm và dài; chân và mỏ màu đen. Một số dân tộc bản địa Hawaii xem quạ Hawaii là một ʻaumakua (thần hộ mạng trong nhà).
Quạ Hawaii nay đã tuyệt chủng trong tự nhiên. Trước đây, loài chỉ được tìm thấy trong các bộ phận phía tây và phía đông nam của đảo Hawai ʻi.